# 彭麗絲
彭麗絲（Pam Alexis，？—），加拿大政治人物，2020年至2024年間以卑詩新民主黨黨員身份擔任卑詩省議會阿博斯福—米遜選區議員，期間曾在省長尹大衛內閣中任職農業及食物廳長。晉身省政前她曾任職米遜區議員和長官。

## 生平
彭麗絲於卑詩省維多利亞土生土長，1980年從維多利亞大學取得藝術學士學位，1982年再從該校取得教學證書。她從1985年至1990年間與丈夫居於日本，後再遷居美國達拉斯，期間曾任英語為第二語言或外語教師。她於1994年隨家人返回加拿大，定居於菲沙河谷的米遜區，1996年至2001年間供職於米遜的克拉克劇院，後則創辦一家活動管理公司。她曾任米遜商會副總裁，亦曾任於米遜舉行的2014年卑詩冬季運動會副總裁。
她於2005年卑詩省地方選舉中競選米遜校區學務委員並告當選，首度出任民選公職，再於2008年連任。2011年地方選舉她改為競逐米遜區議員職務但落選，2014年她則以最高票數當選該職。2018年地方選舉她則擊敗競逐連任的侯偉思，當選米遜長官。
2020年省選她代表卑詩新民主黨競逐卑詩省議會阿博斯福—米遜選區議席，並擊敗尋求連任的卑詩自由黨候選人吉布森（Simon Gibson）當選省議員，同年11月12日辭去米遜長官職務。她於2021年9月中風但沒有永久後遺症，休養一個月後恢復省議員職務。2022年12月7日她獲省長尹大衛任命為農業及食物廳長。
2024年省選她在阿博斯福—米遜選區敗予卑詩保守黨候選人加斯珀（Reann Gasper）而未能連任省議員。

## 外部連結
- （英文）卑詩省議會網站 彭麗絲議員簡介 （页面存档备份，存于）